# Tom Wickham
Pour les articles homonymes, voir Wickham.
Tom Wickham est un joueur australien de hockey sur gazon, qui joue comme attaquant.

## Vie personnelle
Tom Wickham est né et a grandi à Morgan.
Il a joué au hockey représentatif pour son État d'origine l'Australie du Sud jusqu'en 2014, date à laquelle il a choisi de représenter l'Australie occidentale au niveau national.

## Carrière
Il a fait ses débuts internationaux en mai 2013 lors d'une série d'essais contre la Corée.
Après ses débuts en 2013, Wickham n'a plus représenté l'Australie jusqu'à son rappel dans l'équipe masculine senior en 2017. Sa première apparition en 2017 a eu lieu lors d'une série de tests contre le Pakistan.
La performance la plus remarquable de Wickham avec l'Australie a eu lieu aux Jeux du Commonwealth de 2018 qui se sont déroulés sur la Gold Coast, où les Kookaburras ont remporté une médaille d'or.
En 2019, Wickham a représenté l'Australie dans la première saison de la Ligue professionnelle.
Il a depuis représenté l'équipe dans la deuxième saison de la Ligue professionnelle en 2020-2021.